# Aeropuerto Juancho E. Yrausquin
El Aeropuerto Juancho E. Yrausquin (IATA:  SAB , OACI:  TNCS) es el único aeropuerto en la isla de Saba, que se encuentra en el Caribe. Es considerado como la pista comercialmente útil más corta en el mundo.

## Información
A pesar de la reputación de ser el aeropuerto más peligroso del mundo, no han ocurrido accidentes en el aeropuerto. La reputación de riesgo del aeropuerto se debe a la posición física del aeropuerto: está rodeado por un lado de altos cerros, en el otro lado de la pista y en ambos extremos, acantilados que dan al mar. Además, la pista de aterrizaje en el aeropuerto es muy corta (396 m), lo que crea la posibilidad de que un avión podría rebasar la pista durante el aterrizaje o despegue y terminan en el mar o en los acantilados rocosos.
Aunque el aeropuerto está oficialmente marcado como cerrado al tráfico, los aviones regionales de hélice son capaces de aterrizar en este aeropuerto. Los aviones más comunes son los  Twin Otter y  BN-2 islander
El aeropuerto puede ser visto desde algunas partes de la isla de San Martín

## Instalaciones
Un Jet no es capaz de aterrizar en el aeropuerto, ya que la pista es muy corta (aprox. -sab.html 1.300 pies o 396 m Archivado el 7 de diciembre de 2013 en Wayback Machine.). Sin embargo, aviones más pequeños ( DHC-6,  2 BN- y helicópteros) son comunes a la vista allí. Hay una pequeña rampa y terminal en el lado sur de la pista. La rampa también tiene una pista de aterrizaje designado. Las casas de las oficinas del edificio terminal para Winair, inmigración y seguridad, un departamento de bomberos con un camión de bomberos y una torre. La torre es un servicio de asesoramiento solamente, y no proporcionan un control de tráfico aéreo. El combustible de aviación no está disponible en la isla de Saba.

## Imágenes

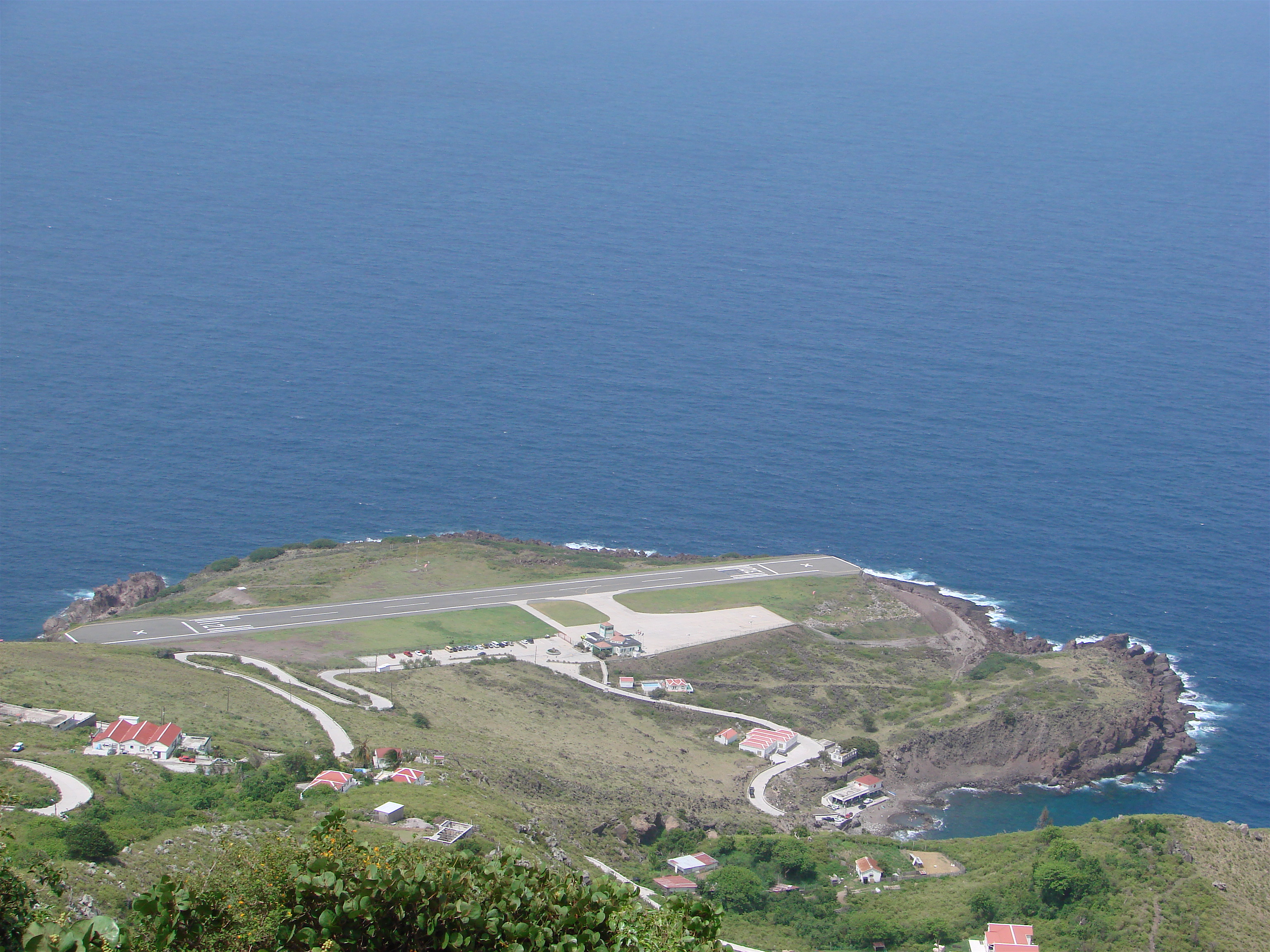
Panorámica de la pista.
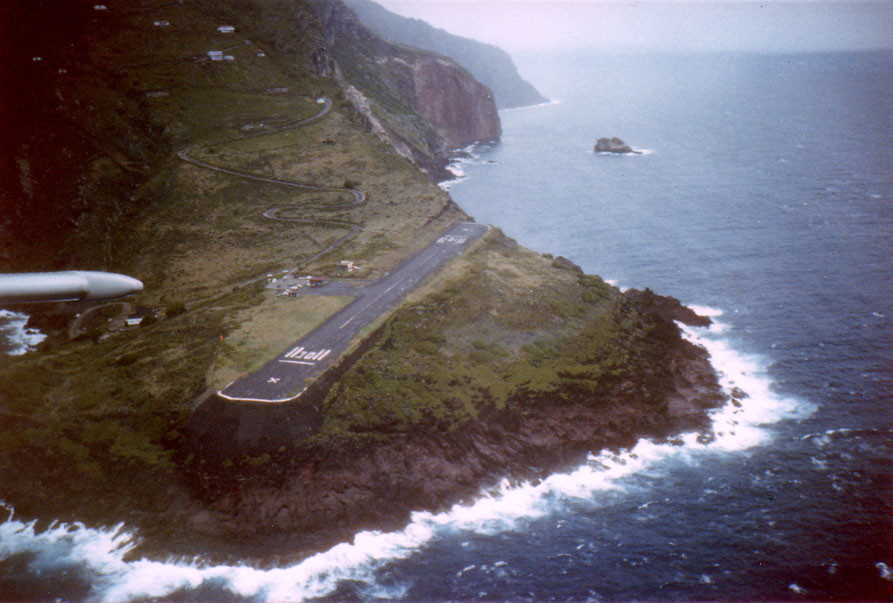
El aeropuerto desde el aire.
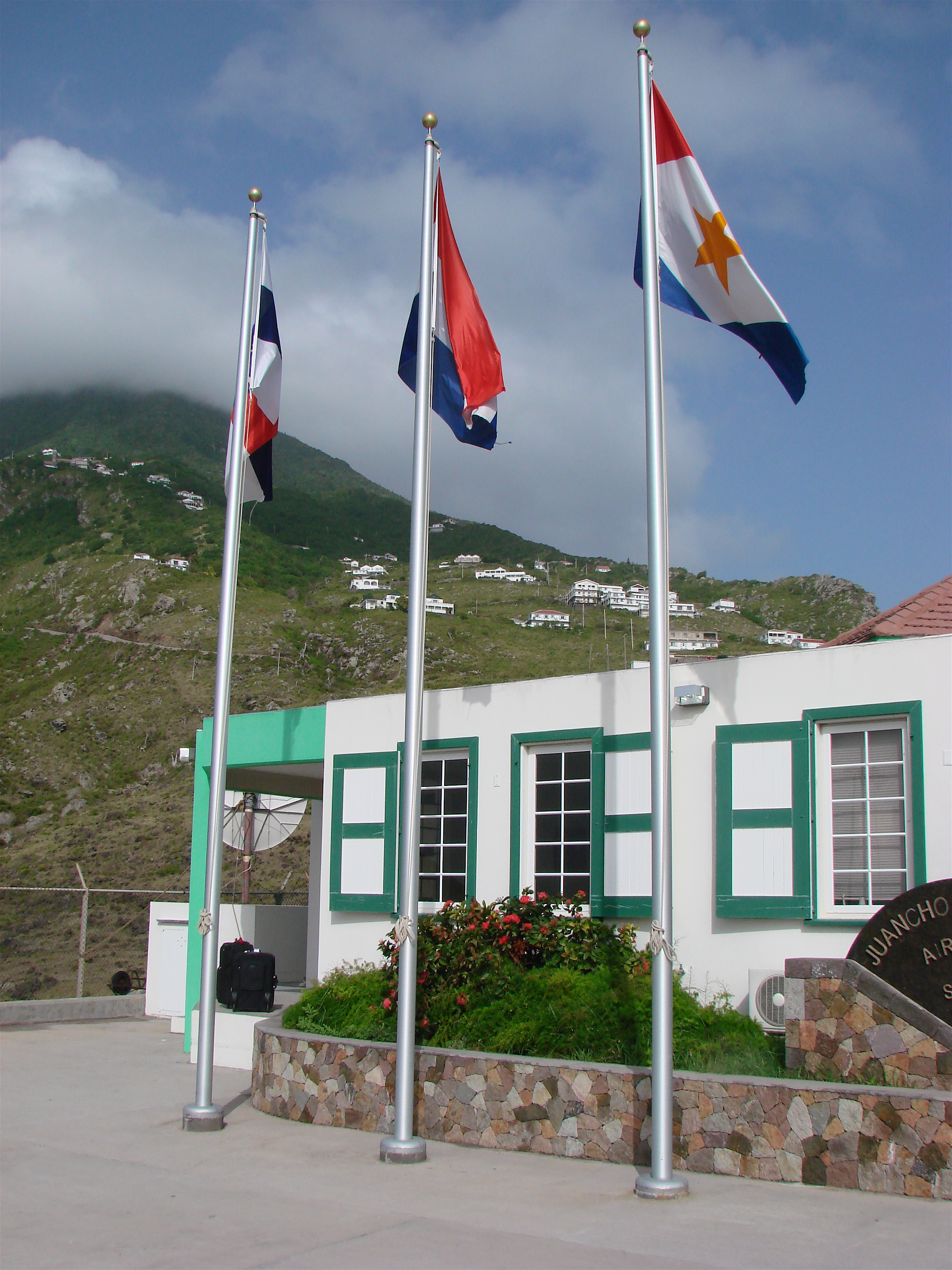
La terminal de pasajeros.

## Aerolíneas y destinos
| Aerolíneas | Destinos                          |
| ---------- | --------------------------------- |
| Winair     | Isla de San Martín Sint Eustatius |